# Eero Loone

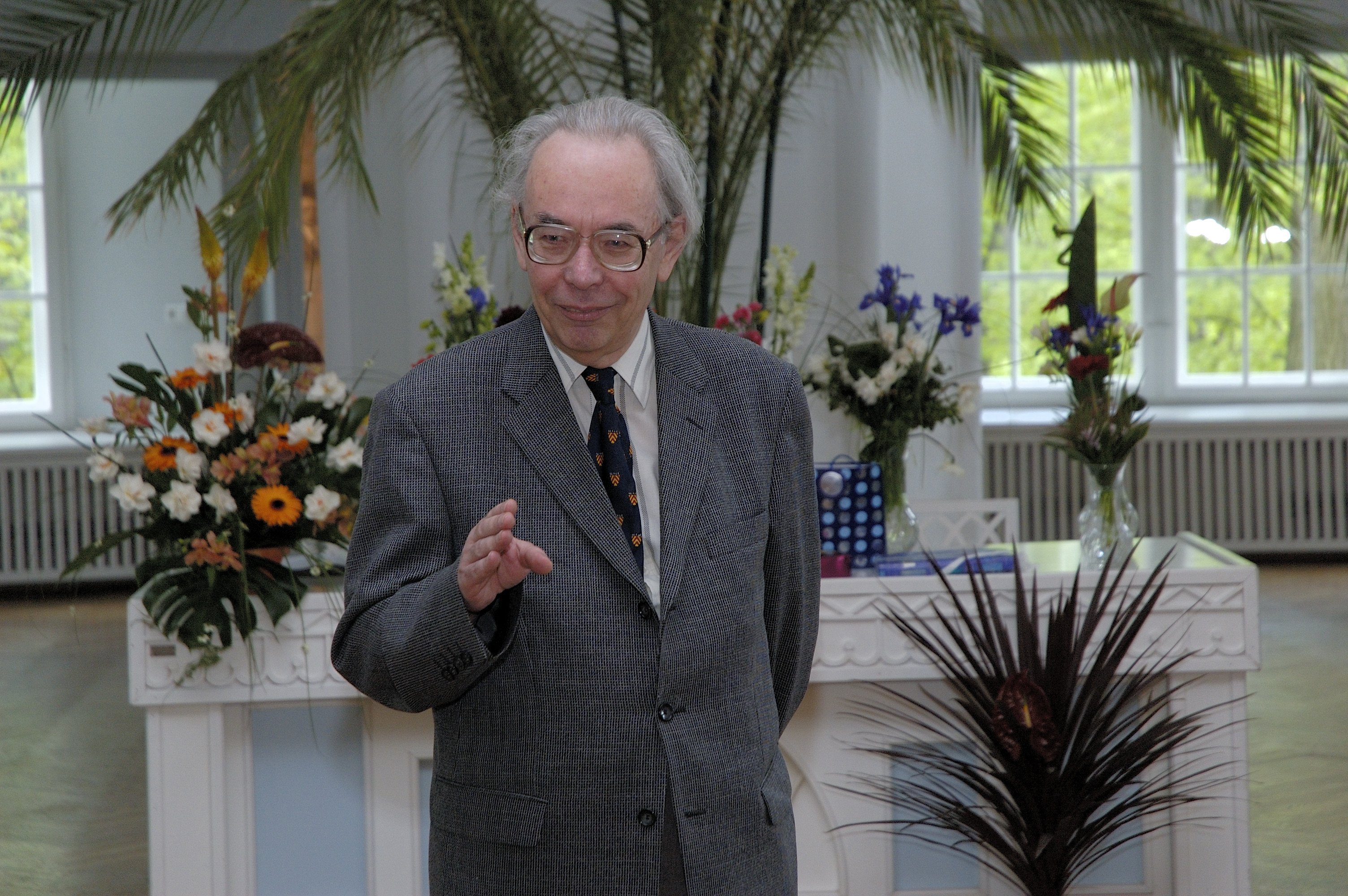
Eero Loone, 2005

Eero Loone (Ėėro Nikolaevič Loone; geboren am 26. Mai 1935 in Tartu) ist ein estnischer Philosoph.

## Leben
Eero Loone schloss sein Studium der Geschichte an der Moskauer Staatlichen Universität im Jahr 1958 ab. Seit war 1966 war er Lektor (spezialisiert in praktischer Philosophie) an der Universität Tartu. Von 1985 bis zu seiner Emeritierung 2000 hatte Loone den Lehrstuhl der Universität Tartu für Praktische Philosophie inne.
In den 1960er-Jahren etablierte Loone im sowjetisch okkupierten Estland eine aktive geschichtsphilosophische Tradition, die später von Andrus Pork (1949–1994) weiterentwickelt wurde, neben dem er, der 1979 Hauptausrichter einer unionsweiten Geschichtsphilosophie-Konferenz war, als der bekannteste estnische Autor dieser Disziplin gilt. Seine 1980 in russischer Sprache veröffentlichte Monografie Zeitgenössische Geschichtsphilosophie fand auch im Westen Anklang und wurde ins Englische übersetzt.
Von 1989 bis 1990 arbeitete Loone an der Clare Hall (Cambridge) und ist seitdem Mitglied auf Lebenszeit dieser Institution. Dort hielt er auch 1994 die jährlich stattfindende Ashby Lecture (benannt nach Eric Ashby) zum Thema Understanding and Justification of Other Cultures. 1997/98 war er als Fulbright Scholar für Forschungen zum Thema Political Justification and Multiculturalism Gast an der Columbia University in New York.
Er wurde teilweise beeinflusst durch die Analytische Philosophie. Seine Ansichten zum Marxismus wurden auch von Wissenschaftlern anderer Staaten rezipiert, so durch Yanis Varoufakis.
Loone ist mit Leiki Loone verheiratet und hat zwei Kinder.

## Werke (Auswahl)
- Sowremennaja filossofija istorii. Eesti raamat, Tallinn 1980 (russisch).
  - Soviet Marxism and Analytical Philosophies of History. Verso, London [u. a.] 1992, ISBN 0-86091-235-3 (übersetzt von Brian Pearce).
- Ühiskondlik-majanduslike formatsioonide teooria. Eesti raamat, Tallinn 1983 (estnisch).
- (Hrsg.): Determinazija nautschnogo snanija. Filossofski aspekt. Staatliche Universität Tartu, 1986 (russisch).
- Sissejuhatus materialistlikusse ühiskonnafilosoofiasse. Eesti raamat, Tallinn 1989, ISBN 5-450-00035-9 (estnisch).
- Marxism and Perestroika. In: Soviet Studies. Band 42, Nr. 4, Oktober 1990, S. 779–794.
- Konflikt, konsensus, moraal. Uurimusi pluralistliku diskussuse filosoofiast. Ülikooli Kirjastus, Tartu 2000, ISBN 9985-56-467-7 (estnisch).